# Marjor
El marjor (Capra falconeri) és una espècie de cabra salvatge que es pot trobar en boscos poc densos de l'Himalàia occidental. Viu principalment al nord del Pakistan (especialment a Chitral, parts del Baltistan i al Parc Nacional Hazarganji-Chiltan, prop de Quetta), l'Afganistan, l'Índia, el Tadjikistan, el Turkmenistan i l'Uzbekistan. És oficialment l'animal nacional del Pakistan. El seu bel és molt semblant al de la cabra domèstica.

## Descripció
Mesura entre 65 i 115 centímetres d'alçada fins a la creu. Les femelles pesen entre 32 i 50 kg, mentre que els mascles oscil·len entre els 80 i 110 kg. Les femelles són de color crema, tenen el ventre blanc i les potes blanques amb taques negres. Els mascles són d'un color més suau i, encara que tenen el mateix patró de colors al ventre i a les potes, es diferencien de les femelles en els colors del rostre, sent de tons negres o marrons foscos. També es distingeixen per tenir una gran quantitat de pelatge blanc que s'estén del seu coll al pit. La llargària del pelatge creix fins als genolls en els mascles més madurs. Ambdós sexes tenen banyes en forma d'espiral que poden créixer fins als 160 centímetres de llarg, en el cas dels mascles, i fins als 25 centímetres en el de les femelles.

## Ecologia
Es troben a altituds de 500 a 3.500 metres, on s'alimenten d'herba, fulles i altra matèria vegetal. Són capaços d'alçar-se sobre les potes posteriors per assolir les fulles més altes dels arbustos. Viuen entre els 600 i 3.600 m. d'altitud.
Són animals crepusculars que desenvolupen les seves activitats durant les primeres hores del matí i cap al final de la tarda. Les femelles s'agrupen en ramats d'uns nou individus, mentre que els mascles són solitaris.
Durant la temporada d'aparellament, els mascles lluiten entre ells per aconseguir l'atenció de les femelles. En aquestes lluites els mascles s'entortolliguen entre cops, girant i empenyent al contrincant per fer-lo caure.
És depredat pel linx (Lynx lynx), la pantera de les neus (Uncia uncia), el llop (Canis lupus), l'àliga daurada (Aquila chrysaetos) i el lleopard (Panthera pardus).
La Unió Internacional per a la Conservació de la Natura (UICN) ha classificat el marjor com a espècie en perill d'extinció en un futur pròxim, si els esforços de conservació no es mantenen.

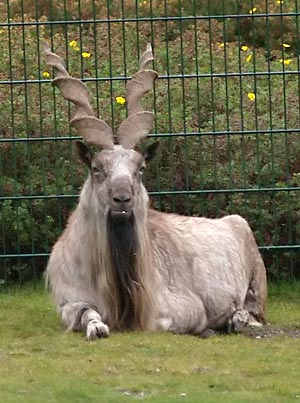
Marjor
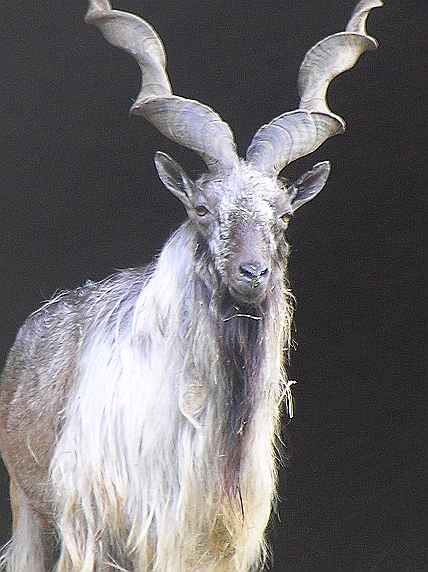
Marjor de la Reserva de la Haute-Touche
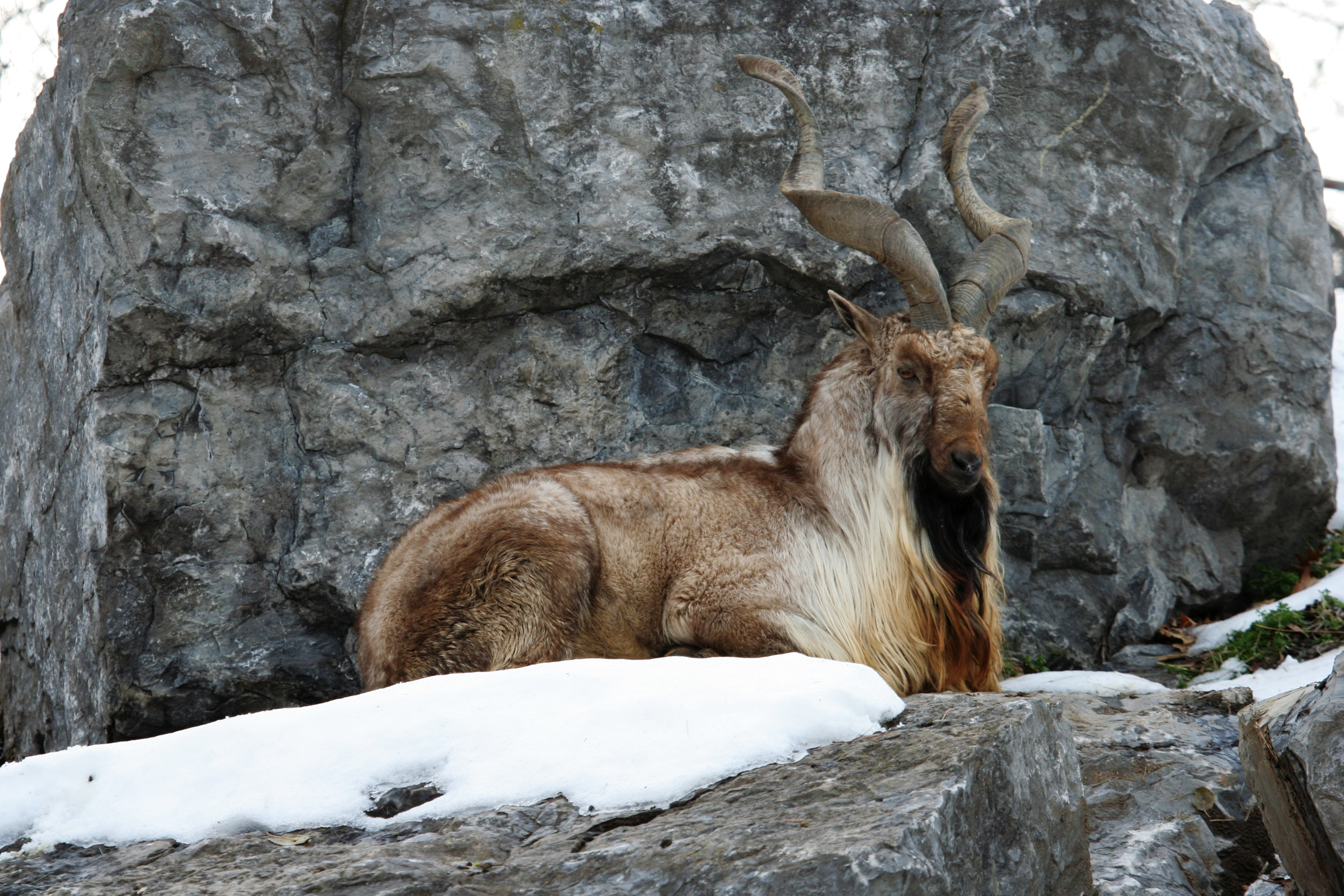
Marjor al zoo de Syracuse
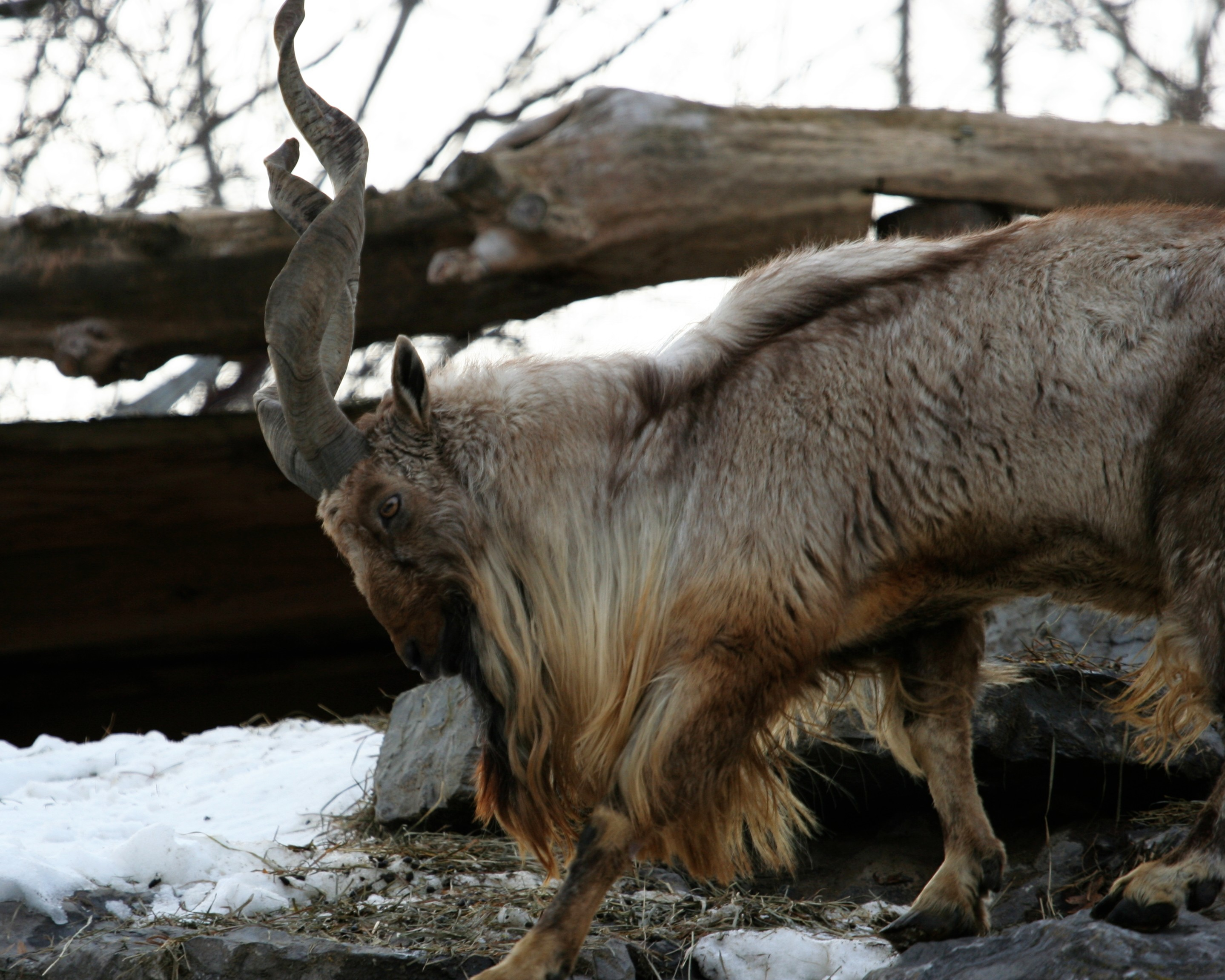
Marjor al zoo de Syracuse, New York
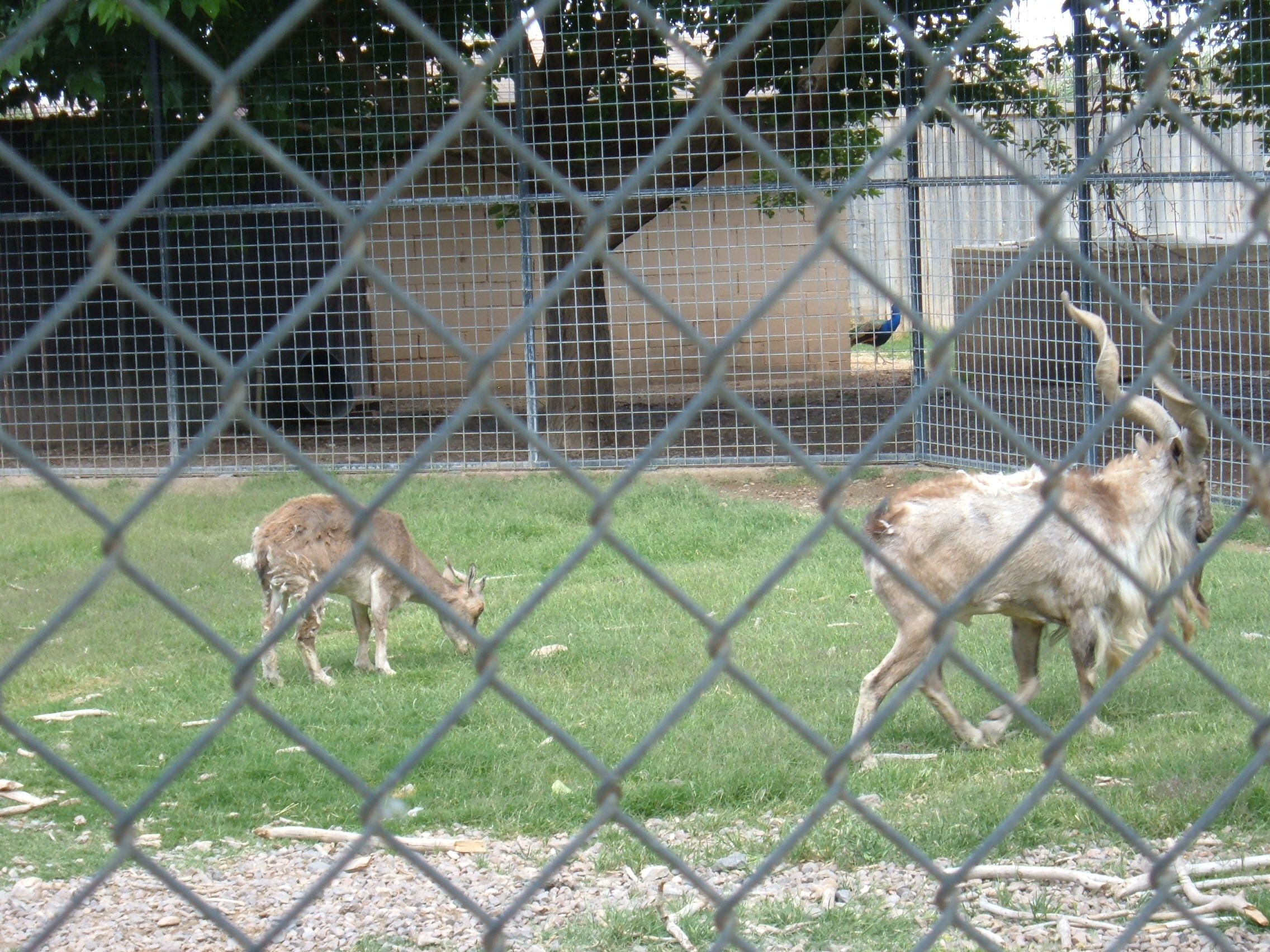